# Volxkeuken Salmonella
Volxkeuken Salmonella is een biologisch en veganistisch eetcafé zonder winstoogmerk in de stad Groningen.
Salmonella is sterk verbonden met de Groningse kraakbeweging, en is in de loop der jaren gevestigd geweest in verschillende kraakpanden. Zo zat het onder andere in het Wolters-Noordhoff Complex, het Oude Rooms Katholieke Ziekenhuis, Op Drift en na mei 2007 enige tijd in het voormalige City Theater in de (ook voormalige) Willem Lodewijkpassage. Daarna was het eetcafé - na wat omzwervingen - een aantal jaren inactief, en sinds 2023 is het initiatief weer begonnen in een voormalig waterzuiveringscomplex bij Hoogkerk. Dit gebouw moest in februari 2025 worden ontruimd en werd gesloopt, wat vooralsnog weer het einde van het eetcafé betekende.
De eetgelegenheid is één dag per week geopend; een groep vrijwilligers kookt voor iedereen die op tijd aanwezig is. Na het eten wordt men gevraagd het eigen bord af te wassen. "We hebben weleens 95 mensen binnen gehad", meldde kraker Bouko in 2004, toen het restaurant nog in Op Drift was gevestigd.